# Hasanbeyli
Hasanbeyli ist eine Stadt und Hauptort des gleichnamigen Landkreises in der türkischen Provinz Osmaniye.

## Stadt
Die Kreisstadt vereint etwa 53 Prozent der Landkreisbevölkerung. Die Stadt liegt etwa 30 km Luftlinie in nordöstlicher Richtung von der Provinzhauptstadt entfernt, Straßenkilometer sind es 35 über die Fernstraße D400 bzw. Autobahn O-32. Die im Stadtlogo vorhandene Jahreszahl (1973) weist auf das Jahr der Ernennung zur Stadtgemeinde (Belediye) hin.

## Landkreis
Der Landkreis liegt im Osten der Provinz und grenzt an die Kreise Bahçe im Norden, den zentralen Landkreis (Merkez İlçe) der Provinzhauptstadt Osmaniye im Westen und Süden sowie an die Provinz Gaziantep im Osten. Hasanbeyli ist der zweitkleinste Kreis, hat die zweitniedrigste Bevölkerungsdichte und die geringste Bevölkerung.
Der Kreis wurde 1996 durch das Gesetz Nr. 4200 gebildet. Hierbei wurden fünf Dörfer aus dem zentralen Landkreis und zwei Dörfer aus dem Kreis Bahçe abgespalten und vereint. Die erste Zählung nach der Vereinigung (1997) brachte einen Bevölkerungsstand von 7.409, davon 4.981 Einw. in der Kreisstadt.
Ende 2020 besteht der Landkreis neben der Kreisstadt aus sechs Dörfern (Köy, Mehrzahl Köyler), von denen das größte (Kalecik) 565 Einwohner zählt. Durchschnittlich wohnen in jedem Dorf 373 Menschen, das ist der niedrigste Durchschnitt in der Provinz. Der Verstädterungsgrad ist mit 53,16 Prozent der zweitniedrigste der Provinz.

## Bevölkerung

### Ergebnisse der Bevölkerungsfortschreibung
Nachfolgende Tabelle zeigt den vergleichenden Bevölkerungsstand am Jahresende für die Provinz Osmaniye, den Landkreis und die Kreisstadt Hasanbeyli sowie deren jeweiligen Anteil an der übergeordneten Verwaltungsebene. Die Zahlen basieren auf dem 2007 eingeführten adressbasierten Einwohnerregister (ADNKS). Die letzten beiden Wertezeilen stammen von den Volkszählungen 1997 und 2000.

| 0Jahr0 | Provinz | Landkreis | Landkreis | Stadt | Stadt |
| 0Jahr0 | abs.    | %         | abs.      | %     | abs.  |
| ------ | ------- | --------- | --------- | ----- | ----- |
| 2020   | 548.556 | 0,87      | 4.780     | 53,16 | 2.541 |
| 2019   | 538.759 | 0,89      | 4.782     | 51,40 | 2.458 |
| 2018   | 534.415 | 1,00      | 5.341     | 53,12 | 2.837 |
| 2017   | 527.724 | 0,80      | 4.214     | 51,57 | 2.173 |
| 2016   | 522.175 | 0,80      | 4.158     | 54,59 | 2.270 |
| 2015   | 512.873 | 0,80      | 4.127     | 53,72 | 2.217 |
| 2014   | 506.807 | 0,91      | 4.623     | 57,50 | 2.658 |
| 2013   | 498.981 | 0,88      | 4.388     | 54,47 | 2.390 |
| 2012   | 492.135 | 0,88      | 4.350     | 52,92 | 2.302 |
| 2011   | 485.357 | 0,92      | 4.489     | 52,06 | 2.337 |
| 2010   | 479.221 | 0,97      | 4.642     | 51,79 | 2.404 |
| 2009   | 471.804 | 1,03      | 4.841     | 52,86 | 2.559 |
| 2008   | 464.704 | 1,09      | 5.079     | 56,05 | 2.847 |
| 2007   | 452.880 | 1,21      | 5.462     | 59,50 | 3.250 |
| 2000   | 458.782 | 1,55      | 7.101     | 67,12 | 4.766 |
| 1997   | 438.372 | 1,69      | 7.409     | 67,23 | 4.981 |